# بحيرات أونيانجا
بحيرات أونيانجا هي سلسلة من البحيرات في الصحراء الكبرى، في شمال شرق تشاد، تمت إضافتها كموقع للتراث العالمي لليونسكو في عام 2012.
وفقًا لوصف اليونسكو، تقع البحيرات في صحراء حارة وشديدة الجفاف تتميز بمعدل هطول أمطار أقل من 2 مليمتر (0.1 بوصة) في سنة. تَعرض البحيرات مجموعة متنوعة من الأحجام والأعماق والتركيبات الكيميائية والألوان، ويوجد فيها إجمالي 18 بحيرة في 3 مجموعات.

## جغرافيا
تشكل هذه البحيرات نظامًا هيدرولوجيًا فريدًا من نوعه في صحاري الأرض. عادة عندما تتعرض المياه على السطح في بيئات شديدة الجفاف، فإنها تصبح مالحة بسبب ارتفاع معدل التبخر. في هذه الحالة، على الرغم من أن معدل التبخر من بحيرة يوا يعادل 6 متر (20 قدم) في السنة، يبلغ إجمالي عمق البحيرة 25 متر (82 قدم)، تتحد العوامل الفيزيائية الفريدة للحفاظ على نضارة جميع البحيرات، باستثناء بحيرة تيلي المركزية.
1. يتم توفير المياه المتراكمة في طبقة المياه الجوفية خلال آلاف السنين الرطبة للبحيرات.
2. تفصل الرمال التي تهبها الرياح الحوض إلى 10 بحيرات مع بحيرة تيلي التي تحتل موقعًا أقل من البحيرات المحيطة بها.
3. تغطية القصب سطح بحيرات المياه العذبة حيث تبطئ عملية التبخر، ولكنها غائبة عن المياه المالحة لبحيرة تيلي. نتيجة لذلك، يحدث تبخر أكبر لبحيرة تيلي، مما يحافظ على مستوى المياه منخفضًا. هذا يسمح للمياه من البحيرات المجاورة بالتدفق عبر حواجز الكثبان الرملية المنفذة إلى بحيرة تيلي للحفاظ على مياهها نقية.[3]

## البحيرات

### بحيرات أونيانجا الكبرى
- بحيرة يوا، أكبر بحيرة في الحوض؛ تبلغ مساحتها 3.5 كيلومتر مربع ويصل عمقها إلى 20 مترًا.
- بحيرة قطام، لها خصوصية كونها في جزأين يفصل بينهما لسان ضيق من الرمل. الجزء الغربي لونه أزرق، والآخر لونه أخضر. ويبدو أن هذا التلوين غير العادي يرجع إلى وجود طحالب سبيرولينا بلاتنسيس.
- بحيرة أوما
- بحيرة بيفر
- بحيرة ميدجي
- بحيرة فورودوم.

## معرض

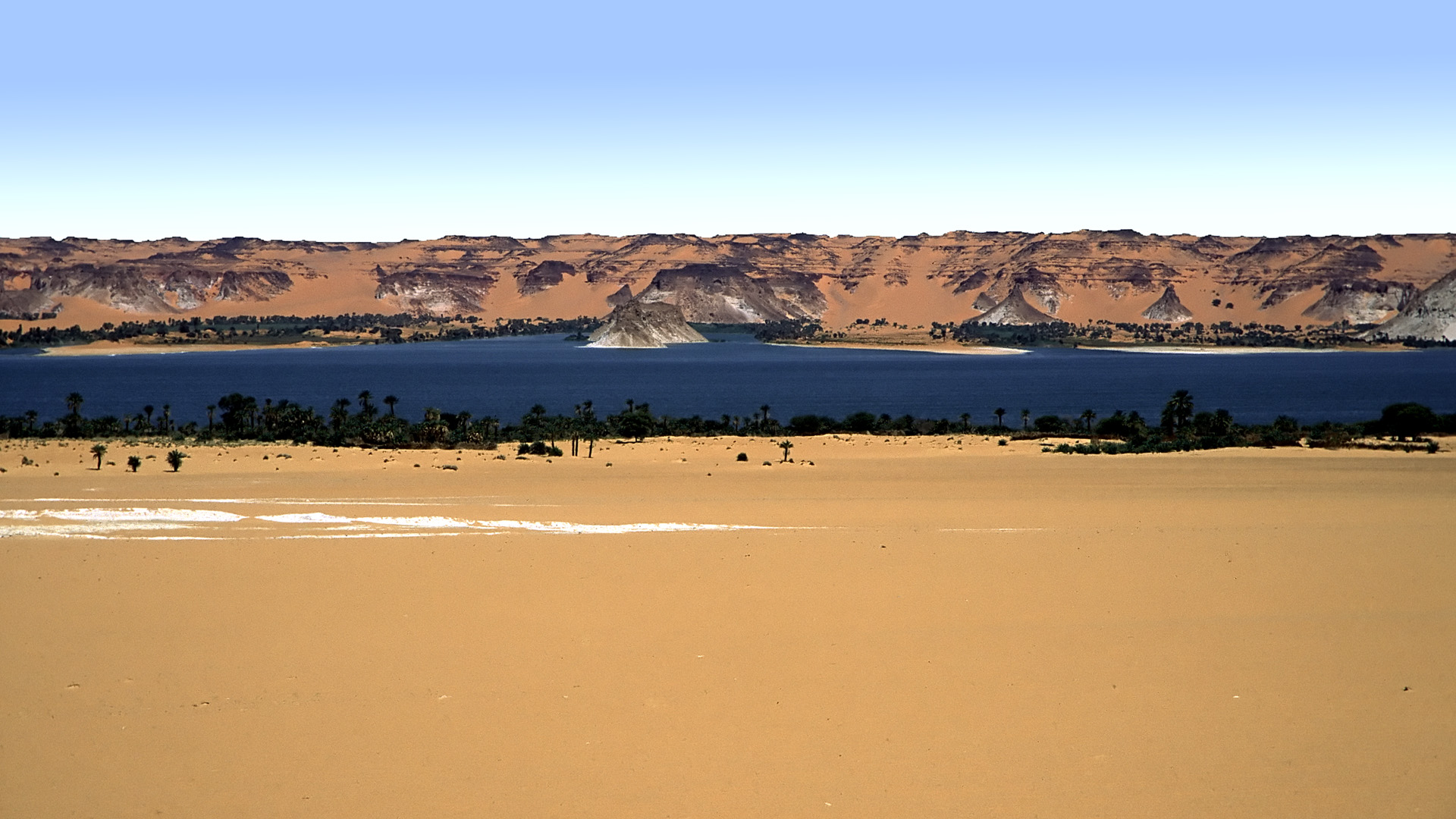
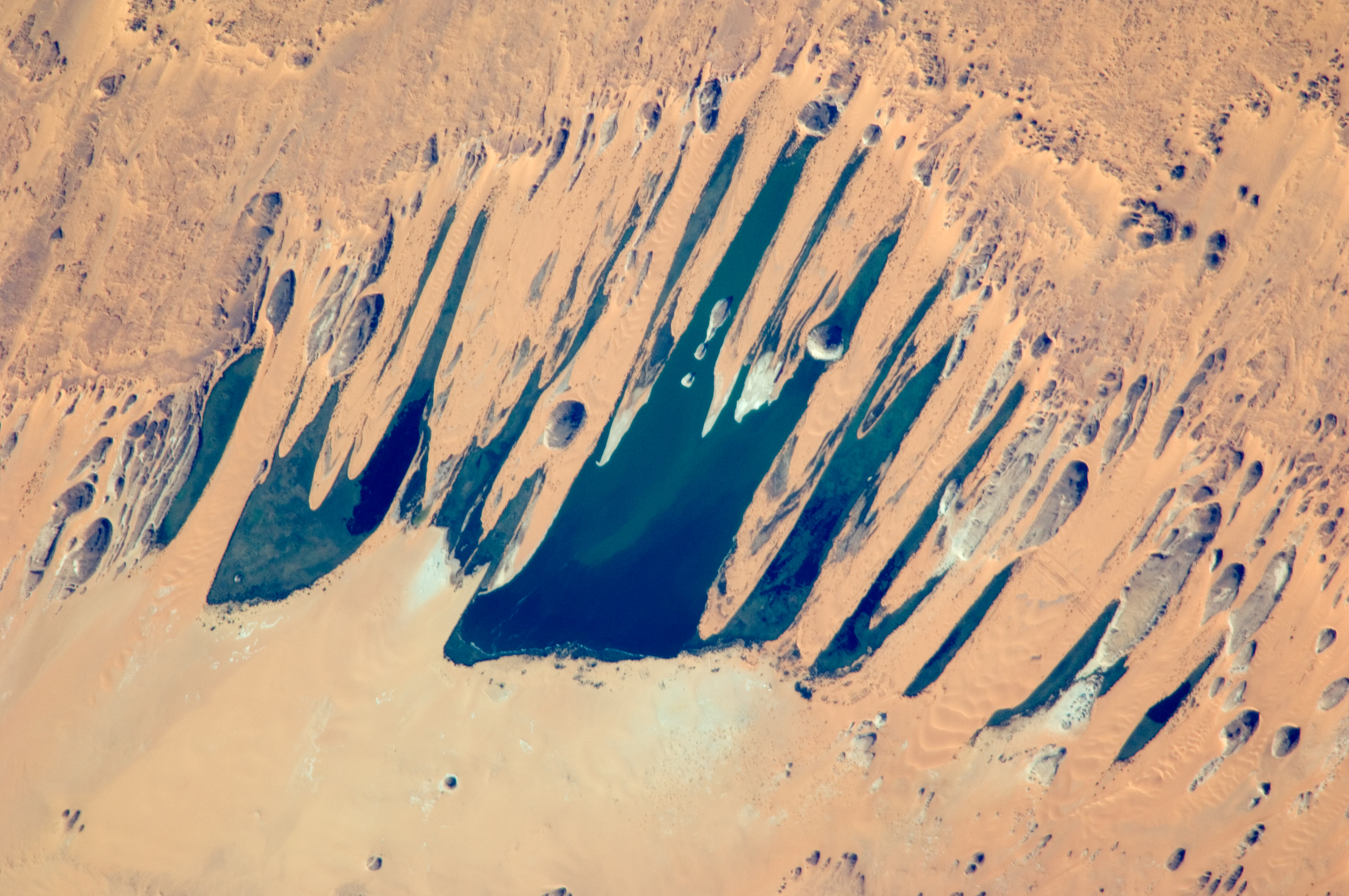

### بحيرات موترو
- بحيرة ميليكوي
- بحيرة ديرك
- بحيرة ارجو
- بحيرة تيلي
- بحيرة أوبروم
- بحيرة إليمي
- بحيرة هوجو
- بحيرة جيارا
- بحيرة أهويتا
- بحيرة داليالا
- بحيرة بوكو.